# Vergt
Vergt là một xã, nằm ở tỉnh Dordogne vùng Aquitaine của Pháp. Xã này có diện tích 32,52 km², dân số năm 2006 là 1698 người. Xã nằm ở khu vực có độ cao trung bình 126 m trên mực nước biển.

## Thông tin nhân khẩu
| Năm    | 1962  | 1968  | 1975  | 1982  | 1990  | 1999  | 2006  |
| ------ | ----- | ----- | ----- | ----- | ----- | ----- | ----- |
| Dân số | 1 190 | 1 224 | 1 369 | 1 419 | 1 422 | 1 512 | 1 698 |